# Decibel 110
Decibel 110 fue una telenovela juvenil chilena emitida por Mega, estrenada el 12 de octubre de 2011.
En su trama incluía varias temáticas juveniles como el alcoholismo, drogadicción, bullying, embarazo no deseado, trastornos de personalidad, entre otros.
El elenco estuvo compuesto principalmente por jóvenes debutantes, excepto Francisco Gormaz y Javier Castillo, quienes también interpretaron las canciones de la banda sonora (nuevas versiones de éxitos chilenos de las décadas de 1980 y 1990). Mientras que en los roles adultos destacaron Alejandro Castillo, Elvira López, Alejandra Herrera, Mariana Derderián e Íñigo Urrutia.

## Argumento
Cindy Valenti (Cindy Coleoni), es una carismática chica argentina que llega a Santiago de Chile en búsqueda de su desconocido padre, un amor de juventud de su fallecida madre. Durante su permanencia en el país, entrará a estudiar a la Universidad del Milenio y conocerá a Francisco Ortúzar (Francisco Gormaz), un atractivo alumno de segundo año de Biología. Pero en este naciente amor se interpondrán Javier Cintolesi (Javier Castillo), un conflictivo y mujeriego estudiante de Odontología, y Montserrat Alemparte (Monserrat Prieto), frívola y mimada estudiante de Diseño.
La rectora de la casa de estudios en la que transcurre la historia es la impulsiva Eugenia Ripamonti (Elvira López), quien es madrina de Montserrat y mantiene un romance oculto con el padre de ésta, Alfredo Alemparte (Alejandro Castillo), empresario viudo y casado en segundas nupcias con la insegura Irene Torrejón (Alejandra Herrera).
Los jóvenes asistirán al taller de música que imparte Sebastián Molina (Íñigo Urrutia), quien es no vidente y se encuentra enamorado de Clara Ríos (Mariana Derderián), la guapa bibliotecaria de la universidad que esconde su alcoholismo.

## Elenco
- Francisco Gormaz como Francisco Ortúzar.
- Cindy Coleoni como Cindy Valenti.
- Javier Castillo como Javier Cintolesi.
- Montserrat Prieto como Montserrat Alemparte.
- Alejandro Castillo como Alfredo Alemparte.
- Elvira López como Eugenia Ripamonti.
- Alejandra Herrera como Irene Torrejón.
- Íñigo Urrutia como Sebastián Molina.
- Mariana Derderián como Clara Ríos.
- Leonardo Bertolini como Juan "Berta" Bertolini.
- Macarena Torres como Macarena López.
- Patricio Nievas como Patricio Jiménez.
- Josefa Serrano como Josefa Munita.
- Jorge López como Jorge Ríos.
- Anastassia Srepel como Anastassia Vilic.
- Nicolás Fontaine como Rafael Cintolesi.
- Natalia Grez como Natalia Molina.
- Pablo Ausensi como Carlos Ortúzar.

## Participaciones
- Mara Coleoni como Mara Valenti.
- José Palma como Bruno.
- Matías Stevens como Rolando "Rolo" Gómez.
- Francesca Torti como Laura.
- Teresa Munchmeyer como Luchita.
- Eduardo Cantillana como Jaime Lombardi.
- Berta Lasala como Claudia Chicharro.
- Belén Hidalgo como Angie.
- Violeta Vidaurre como Lela.
- Andrea Freund como Cecilia Ripamonti.
- Viviana Rodríguez como Magdalena Arismendi.
- Natalie Dujovne como Olga Bertolini.
- Ernesto Gutiérrez como Terapeuta de embarazo adolescente.

## Banda sonora
La banda sonora está compuesta por nuevas versiones de canciones chilenas interpretadas por los mismos actores. Se lanzó un disco a principios de 2012 bajo el sello Feria Music y producido por Hugo Manzi, integrante del grupo Natalino.
1. Decibel 110, imagínate - Elenco
2. Yo te seguiré - Francisco Gormaz
3. Basta ya - Josefa Serrano
4. Con una pala y un sombrero - Cindy Coleoni
5. Amor violento - Elenco
6. Mío - Macarena Torres
7. Doble opuesto - Javier Castillo
8. Estrechez de corazón - Elenco
9. Hay un límite - Cindy Coleoni
10. No quiero verte así - Macarena Torres
11. Ámame - Francisco Gormaz y Cindy Coleoni
12. Maldito amor - Montserrat Prieto y Josefa Serrano
13. Cállate, ya no me mientas - Anastassia Srepel
14. Nada quedará - Francisco Gormaz y Josefa Serrano
15. Mi prisionera - Leonardo Bertollini
16. Corazones rojos - Francisco Gormaz, Javier Castillo y Leonardo Bertollini